# Régimes complémentaires de retraite en France
Les régimes complémentaires de retraite en France sont l'un des trois niveaux du système français de retraite à côté du régime général de la sécurité sociale et des formes d'épargne retraite collective ou individuelle,. 
Comme les régimes de base, les régimes de retraite complémentaire français sont obligatoires et fonctionnent par répartition.

## Organismes collecteurs
Il existe plusieurs organismes chargés de sa collecte :
- l’Agirc-Arrco pour l’ensemble des salariés du privé,
- l’Ircantec pour les agents non-titulaires de la Fonction publique et parapublique,
- la Retraite additionnelle de la fonction publique (RAFP) pour les agents titulaires de la Fonction publique et parapublique,
- la CRPN pour le personnel navigant de l’aéronautique civile,
- l’Ircec pour les artistes auteurs rémunérés en droits d’auteur,
- et les régimes des professions indépendantes et libérales ;

## Chiffres clés
En 2019, les pensions de retraite servies par les régimes complémentaires représentent 92,7 milliards d’euros soit 28 % de l’ensemble des prestations vieillesse servies par les régimes obligatoires (331,4 milliards d’euros)  parmi lesquels :
- Agirc-Arrco : 24,4 %,
- autres régimes complémentaires de salariés : 1,2 %,
- régimes complémentaires des non-salariés : 2,4 %.

## Historique
1947 : Création par les partenaires sociaux du régime complémentaire pour les salariés cadres de l’industrie et du commerce (Agirc),.
1949 : Création des retraites complémentaires pour les cadres non titulaires de l’État,.
1959 : Création des retraites complémentaires pour les non cadres non titulaires de l’État,.
1961 : Création par les partenaires sociaux du régime complémentaire pour les salariés non cadres de l’industrie et du commerce (Arrco),.
1970 : Fusion des régimes complémentaires pour les non titulaires de l’État,.
1979 : Création du régime vieillesse complémentaire obligatoire des artisans.
1999 : L’Arrco passe d’une organisation en 44 régimes à un régime unique ; mise en œuvre d’une réglementation unique et d’une seule valeur du point.
2004 : Création du régime vieillesse complémentaire obligatoire des industriels et des commerçants.
2013 : Fusion des régimes complémentaires des indépendants.
2019 : Fusion des régimes complémentaires des salariés de l’agriculture, du commerce, de l’industrie et des services (Régime Agirc-Arrco),.

## Liste des régimes
| Population concernée                                    | Régime de base                                                                  | Régime complémentaire                                        | Cotisants  | Bénéficiaires |
| ------------------------------------------------------- | ------------------------------------------------------------------------------- | ------------------------------------------------------------ | ---------- | ------------- |
| salariés de l’industrie, du commerce et des services    | Régime général de la sécurité sociale : Caisse nationale d'assurance vieillesse | Agirc-Arrco                                                  | 18 908 227 | 14 848 239    |
| salariés de l'agriculture                               | Mutualité sociale agricole                                                      | Agirc-Arrco                                                  | 18 908 227 | 14 848 239    |
| salariés non titulaires du secteur public et parapublic | Régime général                                                                  | Ircantec                                                     | 2 940 500  | 2 189 440     |
| Artisans, commerçants et industriels                    | Régime général                                                                  | Régime vieillesse complémentaire des artisans et commerçants | 2 147 150  | 1 358 802     |
| Professions libérales                                   | Caisse nationale d'assurance vieillesse des professions libérales               | régimes de retraite complémentaire des professions libérales | 696 380    | 360 579       |
| non-salariés de l'agriculture                           | Mutualité sociale agricole                                                      | Mutualité sociale agricole                                   | 469 616    | 693 983       |

Les régimes spéciaux de retraite garantissent des taux de remplacement élevés et n’ont donc pas de complémentaires.